# Azzo VIII d'Este
Azzo VIII d'Este (mort el 31 de gener de 1308) va ser senyor de Ferrara, Mòdena i Reggio des del 1293 fins a la seva mort.
Va heretar les terres familiars del seu pare Opizzo II. L'inici del seu regnat va estar marcat per les contínues guerres: contra Pàdua al moment de la seva ascensió i contra Parma i Bolonya entre 1295 i 1299. Els seus contemporanis l'acusaren de l'assassinat del potestat de Bolonya Jacopo de Cassero, que s'havia oposat a l'expansió territorial d'Este.
Va aconseguir obtenir de Carles II de Nàpols la mà de la seva filla Beatriu. L'acord matrimonial, molt beneficiós per Azzo, va ser notori a l'època. El pacte, tal com es conserva als arxius d'Este, estableix que Azzo concedia al seu futur sogre 51.000 florins i es comprometia a establir la primogenitura a les terres d'Este, contràriament al costum establert i desheretant explícitament el germà d'Azzo Francesco.
Azzo apareix a la Divina Comèdia de Dante, patint turments a l'infern. El poeta florentí suggereix que Azzo havia assassinat el seu pare Obizzo, i critica el seu matrimoni dient que Carles de Nàpols "va vendre la seva filla i negocià amb ella com ho fan els corsaris amb els esclaus."